# Bisdom Chartres

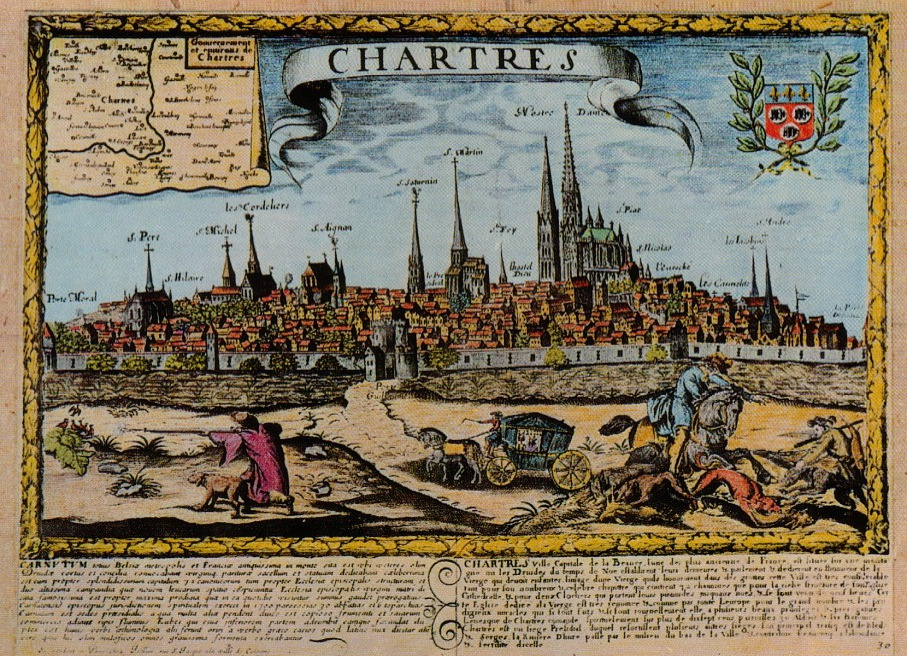
Chartres, anonieme gravure uit de 17e eeuw

Het bisdom Chartres (Latijn: Dioecesis Carnutensis) is een rooms-katholiek bisdom in Frankrijk, met hoofdzetel in Chartres. Het bisdom bestaat sinds de 3e eeuw, met een onderbreking tussen 1801 en 1822. Het actueel grondgebied is deze van het departement Eure-et-Loir.

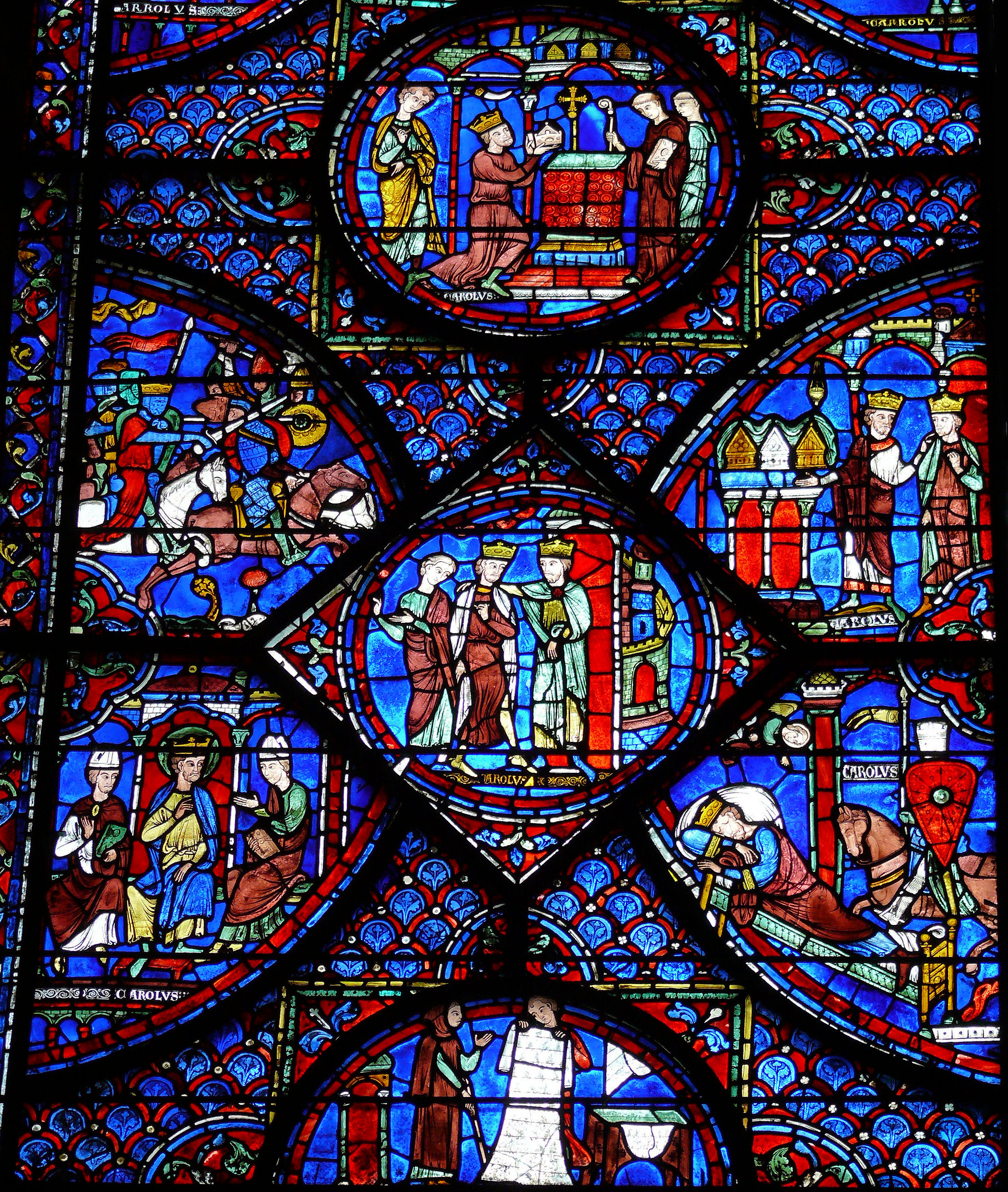
Glas-in-loodraam in de kathedraal met het leven van Karel de Grote

De bisschopskerk is de Onze-Lieve-Vrouwekathedraal, eeuwenlang een Mariabedevaartsoord.
Chartres behoorde in de Romeinse tijd tot het gebied van de Carnutes, vandaar de naam van de stad. De andere stad van de Carnutes was Austricum, het huidige Orléans. Het gebied van Chartres en Orléans behoorde nadien tot Frankrijk als de provincie Orléanais. In 1697 verloor het bisdom Chartres een groot stuk van haar grondgebied aan het pas opgerichte bisdom Blois; Blois was de 3e grote stad van de Orléanais. Thans behoort het bisdom Chartres tot de kerkprovincie van Tours.

## Enkele bekende bisschoppen
- de twee bisschoppen Sint Solenne en Aventinus, 6e eeuw, zoals vermeld in legenden[4]
- Fulbert, 11e eeuw
- Ivo, 12e eeuw
- Johannes van Salisbury, 12e eeuw
- Everhard van der Marck, ook prins-bisschop van Luik, 16e eeuw